# Pseudocópula

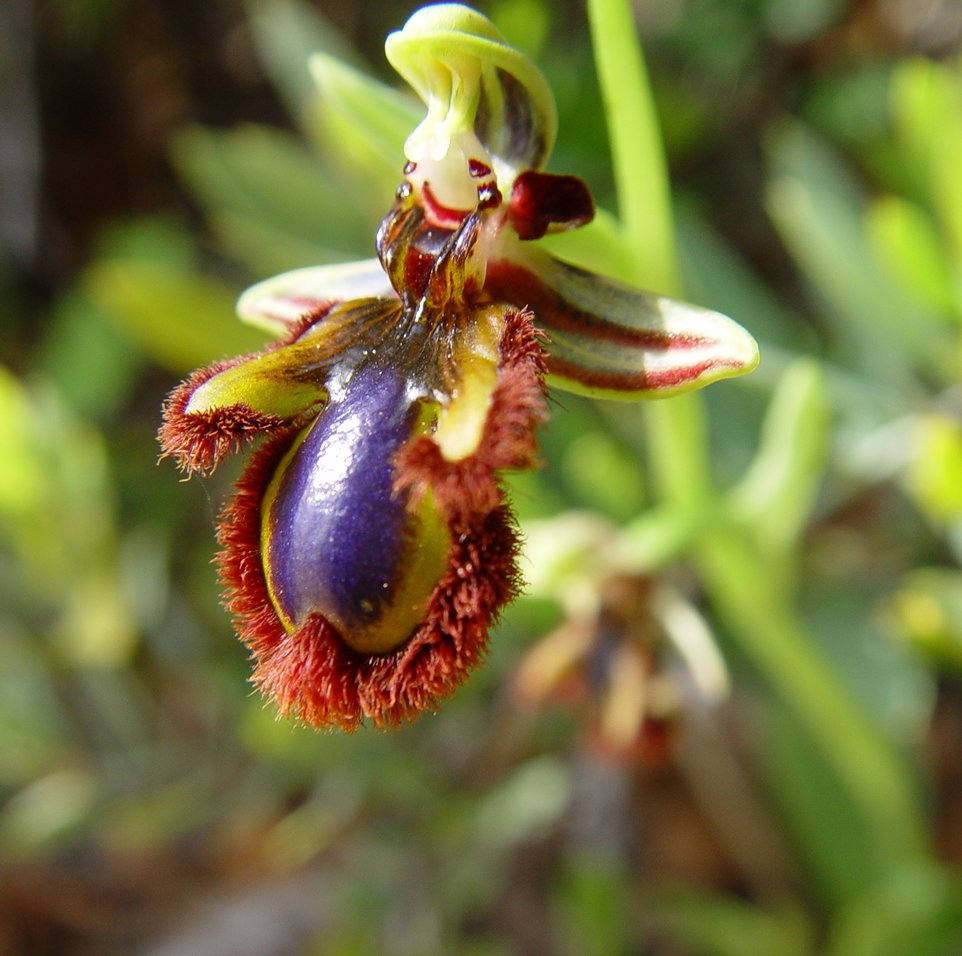
Ophrys speculum, espécie de órquidea que mimetiza a forma de uma abelha

Pseudocópula ou pseudocopulação descreve um comportamento semelhante à cópula que tem função reprodutiva a um ou ambos os participantes, mas não envolvem a união sexual real entre os indivíduos. É comumente aplicado a um polinizador tentando copular com uma flor. Algumas flores chegam a imitar visualmente um parceiro feminino  em potencial, mas os estímulos mais comuns aos polinizadores são químicos e táteis (esta forma de mimetismo em plantas é conhecido como mimetismo Pouyanniano).

## Plantas
As Orquídeas geralmente se reproduzem desta forma, secretando substâncias químicas das glândulas osmóforas localizadas no sépalas, pétalas, ou labelo, que são indistinguíveis de feromônios naturais do inseto.
Os polinizadores, em seguida, tem o pólen da flor presa ao corpo, que acaba por transfir ao estigma de outra flor, quando se tenta outra "cópula". Polinizadores são frequentemente abelhas, vespas da ordem Hymenoptera e moscas.
O custo para os insetos polinizadores poderia ser visto como insignificante, mas um estudo efieto sobre os polinizadores das cryptostylis (orquídeas australianas) mostra que eles podem desperdiçar grandes quantidades de esperma por ejacular sobre a flor.
Assim, poderia haver coevolução antagônicas com polinizadores que transmitiram seus genes ao conseguir  diferenciar corretamente a sua própria espécie das órquideas e de orquídeas que espalharam seus genes por serem melhores imitadoras.

## Entre animais
O termo pseudocópula também é usado para descrever o contato físico entre animais no ato de acasalamento, no qual seus ovos são fertilizados externamente. É o caso dos sapos, que por meio de um "abraço" (amplexo) praticam a pseudocópula: o macho libera o seu esperma na água e a fêmea faz o mesmo com os ovos, que serão fertilizados externamente.
Pseudocópula também é uma descrição para o comportamento dos pássaros que parecem estar copulando, mas não estão.